# Nettuno
Nettuno is een gemeente in de Italiaanse provincie Rome (regio Latium) en telt 40.651 inwoners (31-12-2004). De oppervlakte bedraagt 71,5 km², de bevolkingsdichtheid is 508 inwoners per km².
Nettuno heeft een van de meest belangrijke honkbalteams van Italië. Nettuno was ook een speelstad tijdens het wereldkampioenschap honkbal 2009. Onder andere de finale werd in de stad gehouden. De populariteit van het spel is te danken aan het feit dat de lokale bevolking veel in contact stond met Amerikaanse soldaten tijdens de Tweede Wereldoorlog die landden op de kust voor operatie shingle. De gemeente Nettuno heeft een Amerikaans oorlogskerkhof, waar meer dan 7000 soldaten zijn begraven.
De volgende frazioni maken deel uit van de gemeente: Cadolino, Canala, Cioccati, Padiglione, Piscina Cardillo, Pocacqua, Sandalo Di Levante, Tre Cancelli, Zucchetti.

## Demografie
Nettuno telt ongeveer 17781 huishoudens. Het aantal inwoners steeg in de periode 1991-2001 met 6,7% volgens cijfers uit de tienjaarlijkse volkstellingen van ISTAT.
| Jaar | Inwoneraantal |
| ---- | ------------- |
| 1991 | 33.827        |
| 2001 | 36.080        |
| 2009 | 44.444        |

## Geografie
De gemeente ligt op ongeveer 11 m boven zeeniveau.
Nettuno grenst aan de volgende gemeenten: Anzio, Aprilia (LT), Latina (LT).

## Geboren
- Bruno Conti (1955), Italiaans voetballer
- Daniele Conti (1979), Italiaans voetballer